# Alhazen (cratera)
Alhazen é uma cratera lunar que está localizada perto do limbo leste da Lua. Logo ao sul-sudeste é a cratera Hansen, e ao oeste é o Mare Crisium. A borda da Alhazen é quase circular, mas parece altamente oblongo quando vista a partir da Terra, devido à perspectiva. As paredes internas e o fundo da cratera são robustos e irregulares. A crista baixa junta-se à borda sul do Alhazen com o Hansen nas proximidades. A cratera tem o nome do cientista medieval muçulmano, Ibn Al-Haitham.

## Crateras satélite
Por convenção, estas características são identificadas em mapas lunares colocando a letra no lado do ponto médio da cratera que é mais próximo de Alhazen.
| Alhazen | Latitude | Longitude | Diâmetro |
| ------- | -------- | --------- | -------- |
| A       | 16.2° N  | 74.3° E   | 14 km    |
| D       | 19.7° N  | 75.2° E   | 33 km    |

### Obras em língua portuguesa
- Freitas Mourão, Ronaldo Rogério de (2008). Dicionário Enciclopédico de Astronomia e Astronáutica. Lexicon. ISBN 9788586368356

### Obras em língua inglesa
- Andersson, L. E.; Whitaker, E. A., (1982). NASA Catalogue of Lunar Nomenclature. [S.l.]: NASA RP-1097
- Blue, Jennifer (25 de julho de 2007). «Gazetteer of Planetary Nomenclature». USGS. Consultado em 5 de agosto de 2007
- B. Bussey; P. Spudis (2004). The Clementine Atlas of the Moon. New York: Cambridge University Press. ISBN 0-521-81528-2
- Cocks, Elijah E.; Cocks, Josiah C. (1995). Who's Who on the Moon: A Biographical Dictionary of Lunar Nomenclature. [S.l.]: Tudor Publishers. ISBN 0-936389-27-3
- McDowell, Jonathan (15 de julho de 2007). Lunar Nomenclature (Relatório). Jonathan's Space Report. Consultado em 24 de outubro de 2007
- Menzel, D. H.; Minnaert, M.; Levin, B.; Dollfus, A.; Bell, B. (1971). «Report on Lunar Nomenclature by The Working Group of Commission 17 of the IAU». Space Science Reviews. 12. 136 páginas
- Moore, Patrick (2001). On the Moon. [S.l.]: Sterling Publishing Co. ISBN 0-304-35469-4
- Price, Fred W. (1988). The Moon Observer's Handbook. [S.l.]: Cambridge University Press. ISBN 0521335000
- Rükl, Antonín (1990). Atlas of the Moon. [S.l.]: Kalmbach Books. ISBN 0-913135-17-8
- Webb, Rev. T. W. (1962). Celestial Objects for Common Telescopes 6th revision ed. [S.l.]: Dover. ISBN 0-486-20917-2
- Whitaker, Ewen A. (1999). Mapping and Naming the Moon. [S.l.]: Cambridge University Press. ISBN 0-521-62248-4
- Wlasuk, Peter T. (2000). Observing the Moon. [S.l.]: Springer. ISBN 1852331933